# Щитник (Мазовецьке воєводство)
Щитник (пол. Szczytnik) — село в Польщі, у гміні Якубув Мінського повіту Мазовецького воєводства.
Населення — 139 осіб (2011).
У 1975-1998 роках село належало до Седлецького воєводства.

## Демографія
Демографічна структура станом на 31 березня 2011 року:
|          | Загалом | Допрацездатний вік | Працездатний вік | Постпрацездатний вік |
| -------- | ------- | ------------------ | ---------------- | -------------------- |
| Чоловіки | 72      | 5                  | 57               | 10                   |
| Жінки    | 67      | 17                 | 38               | 12                   |
| Разом    | 139     | 22                 | 95               | 22                   |